# 罗伯特·科赫
海因里希·赫尔曼·罗伯特·科赫（德語：Heinrich Hermann Robert Koch，1843年12月11日—1910年5月27日），德國醫師兼微生物學家，與路易·巴斯德、费迪南德·科恩并称“微生物学之父”。
科赫在1876年发现了炭疽桿菌，并据此确立了疾病细菌说，为細菌學的诞生与公共卫生的普及奠定了科学基础，进而间接地挽救了成千上万人的生命。除此之外，科赫还发现了获得性免疫现象、结核杆菌与霍乱弧菌；发明了固体培养基，开创了悬滴标本检查法、显微摄影、细菌染色法等技术。根据自己在细菌学中的研究，他总结出了科赫法则，这一法则对病理学意义重大，并影响了布拉德福德·希尔准则等流行病学法则。

## 生平

### 早年
科赫出生在德國小城克劳斯塔尔，父親為礦業官員。科赫從小就熱愛生物學，7歲那年，一位牧師因病去世了，科赫在去悼念的路上不斷問著母親：「牧師得了什麼病？」、「絕症治不好嗎？」母親當時無法回答他的問題，也奠定了他將來從醫的志向。

### 求學
1862年，科赫以極高的科學及數學成績從高中畢業，19歲進入格丁根大学學習科學，3個學期後，科赫轉向學習醫學。科赫在醫學院念書的第5個學期，參與雅各布·亨勒（Jakob Henle）的腎神經結構研究。亨勒是「組織學」的先驅，主要的貢獻是經由顯微鏡觀察的解剖學，他甚至是最早提出「病原體傳染致病」假說的幾個人之一。科赫在第6個學期開始研究琥珀酸，並此為畢業論文，1866年1月，科赫以極為優秀的成績從醫學院畢業。

## 經歷

### 研究炭疽桿菌
科赫師從德國著名病理學家鲁道夫·卡尔·菲尔绍學習化學技術。累積幾年臨床工作經驗後，於1870年自願從軍參加普法戰爭，在沃尔什滕小镇擔任區域醫療官。當時，炭疽病（Anthrax）在他所駐紮地區的農場家畜中廣為流行。早在1850年，法國醫師卡西米尔·达韦纳（Casimir Davaine）等人已經成功分離出炭疽桿菌，但尚未證明這就是造成炭疽病的元凶。
在戴維恩發表炭疽病在牛與牛之間可直接傳染的現象之後，科赫更加仔細地研究這個疾病，他在有限資源的侷限中發明如何染色細菌，培養細菌。發明了純化血液樣本中的成分，在培養基上處理，他發現由於病原體無法長時間在宿主體外存活，因此炭疽病原會形成一種抵抗力強的內孢子。這些存於土壤中的內孢子，就是造成過去無法解釋之炭疽大流行的罪魁禍首。這一發現在歷史上同時也紀錄了人類首次發現微生物能夠致病的事實，這隻細菌今日稱為炭疽桿菌。1876年，科赫終於發表他的發現，四年後接受獎勵。

### 研究結核桿菌
1880年，科赫被任命為德國皇家衛生署的一員，開始在柏林工作，專門研究傳染性疾病的病因和管控方法。1881年，開始提倡並宣導外科手術工具應該以高熱消毒的措施。
當時每七人就有一人死於結核病，而在中古世紀的歐洲，結核病更是造成了三分之一以上人口死亡的可怕傳染病。19世紀的歐洲，人們普遍認為結核病是遺傳性疾病，但科赫堅信結核病是由某種病原體引發的傳染性疾病，他決定首先將研究重心放在結核病上。
在柏林，他再次向科學界證明了他在沃爾斯頓時使用的染色和純化技術、細菌培養介質（包括由其妻子協助研發的瓊脂培養基），以及培養皿（德文：Petrischale，紀念其助手Julius Richard Petri）這些技術至今仍廣泛應用於生物研究。之後於1882年3月24日更藉此資源找出結核病的病原結核桿菌，為十九世紀七大死因找到元兇，也因此他所累積的成就能與路易·巴斯德相提並論。

### 研究霍亂弧菌
1883年，他在埃及參與一個法國研究小組研究霍亂，終於將造成此種疾病的弧菌分離出來，雖然他日後並未進行實驗證實。但霍亂弧菌其實在1854年已被義大利解剖學家菲利波·帕西尼分離出來，但由於沼氣致病理論在當時學界較具優勢，他的努力並未獲得世人肯定，而他對外發表時對此並不知情，直到1965年才正式重新病名該細菌為「1854年帕奇尼霍亂弧菌」（Vibrio cholerae Pacini 1854）。

### 擔任柏林大學教授
1885年起在柏林弗里德里希·威廉大学擔任衛生教授，1891年成為新成立的普鲁士传染病研究院院长，在1904年退休，之後開始環遊世界，更在南非、印度、爪哇等地研究更多疾病。

## 逝世
1910年5月27日因心肌梗塞死於德國巴登-巴登，享壽66歲。

## 貢獻

### 柯霍氏法则
1905年因其對結核病的研究，獲得諾貝爾醫學獎，但對後世影響更深遠的卻是他提出的一個新的理念，稱為柯霍氏法则，幫助許多疾病研究確認病原體。經過這兩大成就之後，他的研究品質便再無起色，不過旗下門生卻陸續發現白喉、傷寒、肺炎、淋病、腦炎、痲瘋病、腺鼠疫、破傷風和梅毒等疾病的病原體。

## 紀念
羅伯·柯霍獎即是為了這位微生物學家而設，紀念他對全世界醫療研究開創性的發現，第一位非德籍的受獎者是蘇格蘭格拉斯哥的任教的威廉·M·霍奇森教授。
在日本東京都的北里大學內建有「柯霍北里神社」（コッホ北里神社），供奉科赫與北里柴三郎，此二人為師生關係。此神社是北里研究所的守護神。
1891年建立的罗伯特·科赫研究所以他的名字命名。
2017年12月10日，Google Doodle以其為主題，紀念他在1905年獲得諾貝爾生醫獎。

## 外部連結
- （英文） Biography at the Nobel Foundation website （页面存档备份，存于）
- （英文） Biography and bibliography in the Virtual Laboratory of the